# Michael S. Regan
Michael Stanley Regan (1976. augusztus 6. –) amerikai környezetvédelmi tanácsadó, 2021 és 2024 között az Egyesült Államok Környezetvédelmi Ügynökségének vezetője, Joe Biden kabinetjének tagja. Korábban Észak-Karolina Környezetvédelmi Minisztériumának vezetője volt.